# Großer Preis von Brasilien 1990
Der Große Preis von Brasilien 1990 (offiziell XIX Grande Prêmio do Brasil) fand am 25. März auf dem Autódromo José Carlos Pace in São Paulo statt und war das zweite Rennen der Formel-1-Weltmeisterschaft 1990.

## Berichte

### Hintergrund
Zum ersten Mal seit 1980 fand der Große Preis von Brasilien wieder auf dem Autódromo José Carlos Pace in São Paulo statt. Der Kurs war allerdings in der Zwischenzeit um nahezu die Hälfte verkürzt worden.
Die einzige Veränderung im Fahrerfeld im Vergleich zum Saisonauftakt in Phoenix war der erste Einsatz von Alex Caffi bei Arrows anstelle von Bernd Schneider.
Mit Alain Prost (fünfmal), Nelson Piquet (zweimal) und Nigel Mansell (einmal) traten drei ehemalige Sieger zu diesem Grand Prix an. Alle drei gewannen ihre Rennen dabei auf dem Jacarepaguá Circuit.

### Training
Die beiden McLaren-Teamkollegen Ayrton Senna und Gerhard Berger qualifizierten sich für die erste Startreihe vor den beiden Williams von Thierry Boutsen und Riccardo Patrese sowie den beiden Ferrari von Mansell und Prost.
Senna war der Einzige, der während seiner schnellsten Runden Durchschnittsgeschwindigkeiten über 200 km/h erreichte. Dies gelang ihm an beiden Trainingstagen.

### Rennen
Nach dem Qualifying prognostizierte Williams-Fahrer Boutsen, selbst Dritter in der Startaufstellung, dass die Ferrari in der dritten Startreihe die Autos sein würden, die es zu schlagen gilt, und verwies auf deren halbautomatisches Getriebe und dessen Schaltwippen, die sowohl Prost als auch Mansell ermöglichten in den holprigen Kurven am Ende der Rennstrecke die Hände am Lenkrad zu behalten.
In der ersten Kurve berührten sich Jean Alesi, Patrese und Andrea de Cesaris. Für de Cesaris war das Rennen direkt beendet. Ebenfalls in der ersten Kurve geriet Alessandro Nannini mit Philippe Alliot aneinander und zwang den Benetton-Fahrer, auszuweichen. In Runde acht überholte Boutsen Berger und sicherte sich den zweiten Platz, und in Runde 17 fuhr Prost am McLaren-Fahrer vorbei.
In Runde 27 kam Mansell an die Box, um neue Reifen zu holen und auch einen kaputten Überrollbügel zu inspizieren, und kam auf dem neunten Platz zurück. Boutsens Boxenstopp in Runde 30 verlief katastrophal. Wegen defekter Bremsen und einer schwierigen Bodenwelle in der Boxengasse konnte der Williams nicht anhalten und prallte gegen einige seiner Mechaniker sowie die vor der Garage gestapelte Rad- und Reifenausrüstung. Dies erforderte einen neuen Frontflügel und als er wieder zurück auf die Strecke kam, lag er auf dem 11. Platz.
Prost erhöhte den Druck, und in Runde 35 war er innerhalb von 10 Sekunden vor Senna auf den zweiten Platz vorgerückt und lag nun vor Patrese, Berger und Piquet. Als Senna seinen ehemaligen Lotus-Teamkollegen Satoru Nakajima überrundete, kam es zu einer Berührung und der McLaren musste wegen einer neuen Nase an die Box. Er kam zurück und pushte hart, aber der verringerte Abtrieb machte das Fahren des Autos schwierig. In Runde 66 schied Patrese mit einem kaputten Ölkühler aus.
Prost holte sich seinen 40. Sieg und seinen ersten für Ferrari vor Berger und Senna. Mansell belegte einen hervorragenden vierten Platz, nachdem er mit einem kaputten Überrollbügel durch das Feld gefahren war. Boutsen belegte einen respektablen fünften Platz und Piquet holte sich den letzten Punkt vor seinem Heimpublikum, nachdem er in der letzten Runde Alesi überholt hatte, der unter starkem Reifenverschleiß litt, nachdem er versucht hatte, auf seinen Pirellis ohne Stopp zu fahren.

## Meldeliste
| Team                        | Nr. | Fahrer             | Chassis            | Motor                     | Reifen |
| --------------------------- | --- | ------------------ | ------------------ | ------------------------- | ------ |
| Scuderia Ferrari SpA        | 01  | Alain Prost        | Ferrari 641        | Ferrari 036 3.5 V12       | G      |
| Scuderia Ferrari SpA        | 02  | Nigel Mansell      | Ferrari 641        | Ferrari 036 3.5 V12       | G      |
| Tyrrell Racing Organisation | 03  | Satoru Nakajima    | Tyrrell 018        | Ford Cosworth DFR 3.5 V8  | P      |
| Tyrrell Racing Organisation | 04  | Jean Alesi         | Tyrrell 018        | Ford Cosworth DFR 3.5 V8  | P      |
| Canon Williams Team         | 05  | Thierry Boutsen    | Williams FW13B     | Renault RS2 3.5 V10       | G      |
| Canon Williams Team         | 06  | Riccardo Patrese   | Williams FW13B     | Renault RS2 3.5 V10       | G      |
| Motor Racing Developments   | 07  | Gregor Foitek      | Brabham BT58       | Judd EV 3.5 V8            | P      |
| Motor Racing Developments   | 08  | Stefano Modena     | Brabham BT58       | Judd EV 3.5 V8            | P      |
| Footwork Arrows Racing      | 09  | Michele Alboreto   | Arrows A11B        | Ford Cosworth DFR 3.5 V8  | G      |
| Footwork Arrows Racing      | 10  | Alex Caffi         | Arrows A11B        | Ford Cosworth DFR 3.5 V8  | G      |
| Camel Team Lotus            | 11  | Derek Warwick      | Lotus 102          | Lamborghini 3512 3.5 V12  | G      |
| Camel Team Lotus            | 12  | Martin Donnelly    | Lotus 102          | Lamborghini 3512 3.5 V12  | G      |
| Fondmetal Osella            | 14  | Olivier Grouillard | Osella FA1M        | Ford Cosworth DFR 3.5 V8  | P      |
| Leyton House Racing         | 15  | Maurício Gugelmin  | Leyton House CG901 | Judd EV 3.5 V8            | G      |
| Leyton House Racing         | 16  | Ivan Capelli       | Leyton House CG901 | Judd EV 3.5 V8            | G      |
| AGS Racing                  | 17  | Gabriele Tarquini  | AGS JH24           | Ford Cosworth DFR 3.5 V8  | G      |
| AGS Racing                  | 18  | Yannick Dalmas     | AGS JH24           | Ford Cosworth DFR 3.5 V8  | G      |
| Benetton Formula Ltd        | 19  | Alessandro Nannini | Benetton B189B     | Ford Cosworth HBA4 3.5 V8 | G      |
| Benetton Formula Ltd        | 20  | Nelson Piquet      | Benetton B189B     | Ford Cosworth HBA4 3.5 V8 | G      |
| BMS Scuderia Italia         | 21  | Gianni Morbidelli  | Dallara 190        | Ford Cosworth DFR 3.5 V8  | P      |
| BMS Scuderia Italia         | 22  | Andrea de Cesaris  | Dallara 190        | Ford Cosworth DFR 3.5 V8  | P      |
| SCM Minardi Team            | 23  | Pierluigi Martini  | Minardi M189       | Ford Cosworth DFR 3.5 V8  | P      |
| SCM Minardi Team            | 24  | Paolo Barilla      | Minardi M189       | Ford Cosworth DFR 3.5 V8  | P      |
| Ligier Gitanes              | 25  | Nicola Larini      | Ligier JS33B       | Ford Cosworth DFR 3.5 V8  | G      |
| Ligier Gitanes              | 26  | Philippe Alliot    | Ligier JS33B       | Ford Cosworth DFR 3.5 V8  | G      |
| Honda Marlboro McLaren      | 27  | Ayrton Senna       | McLaren MP4/5B     | Honda RA100E 3.5 V10      | G      |
| Honda Marlboro McLaren      | 28  | Gerhard Berger     | McLaren MP4/5B     | Honda RA100E 3.5 V10      | G      |
| Espo Larrousse F1           | 29  | Éric Bernard       | Lola LC89B         | Lamborghini 3512 3.5 V12  | G      |
| Espo Larrousse F1           | 30  | Aguri Suzuki       | Lola LC89B         | Lamborghini 3512 3.5 V12  | G      |
| Subaru Coloni Racing        | 31  | Bertrand Gachot    | Coloni C3B         | Subaru 1235 3.5 V12       | P      |
| EuroBrun Racing             | 33  | Roberto Moreno     | EuroBrun ER189B    | Judd CV 3.5 V8            | P      |
| EuroBrun Racing             | 34  | Claudio Langes     | EuroBrun ER189B    | Judd CV 3.5 V8            | P      |
| Moneytron Onyx Formula One  | 35  | Stefan Johansson   | Onyx ORE-1         | Ford Cosworth DFR 3.5 V8  | G      |
| Moneytron Onyx Formula One  | 36  | JJ Lehto           | Onyx ORE-1         | Ford Cosworth DFR 3.5 V8  | G      |
| Life Racing Engines         | 39  | Gary Brabham       | Life L190          | Life F35 3.5 W12          | G      |

## Klassifikationen

### Qualifying
| Pos. | Fahrer             | Konstrukteur      | Vorqualifikation | Vorqualifikation  | 1. Qualifikationstraining | 1. Qualifikationstraining | 2. Qualifikationstraining | 2. Qualifikationstraining | Start |
| Pos. | Fahrer             | Konstrukteur      | Zeit             | Ø-Geschwindigkeit | Zeit                      | Ø-Geschwindigkeit         | Zeit                      | Ø-Geschwindigkeit         | Start |
| ---- | ------------------ | ----------------- | ---------------- | ----------------- | ------------------------- | ------------------------- | ------------------------- | ------------------------- | ----- |
| 01   | Ayrton Senna       | McLaren-Honda     | –                | –                 | 1:17,769                  | 200,208 km/h              | 1:17,277                  | 201,483 km/h              | 01    |
| 02   | Gerhard Berger     | McLaren-Honda     | –                | –                 | 1:17,888                  | 199,902 km/h              | 1:18,504                  | 198,334 km/h              | 02    |
| 03   | Thierry Boutsen    | Williams-Renault  | –                | –                 | 1:18,375                  | 198,660 km/h              | 1:18,150                  | 199,232 km/h              | 03    |
| 04   | Riccardo Patrese   | Williams-Renault  | –                | –                 | 1:18,465                  | 198,432 km/h              | 1:18,288                  | 198,881 km/h              | 04    |
| 05   | Nigel Mansell      | Ferrari           | –                | –                 | 1:18,509                  | 198,321 km/h              | 1:19,475                  | 195,911 km/h              | 05    |
| 06   | Alain Prost        | Ferrari           | –                | –                 | 1:18,631                  | 198,014 km/h              | 1:18,884                  | 197,378 km/h              | 06    |
| 07   | Jean Alesi         | Tyrrell-Ford      | –                | –                 | 1:19,230                  | 196,516 km/h              | 1:18,923                  | 197,281 km/h              | 07    |
| 08   | Pierluigi Martini  | Minardi-Ford      | –                | –                 | 1:19,039                  | 196,991 km/h              | 1:19,688                  | 195,387 km/h              | 08    |
| 09   | Andrea de Cesaris  | Dallara-Ford      | –                | –                 | 1:19,125                  | 196,777 km/h              | 1:19,964                  | 194,713 km/h              | 09    |
| 10   | Philippe Alliot    | Ligier-Ford       | –                | –                 | 1:19,309                  | 196,321 km/h              | –                         | –                         | 10    |
| 11   | Éric Bernard       | Lola-Lamborghini  | 1:23,763         | 185,882 km/h      | 1:19,406                  | 196,081 km/h              | 1:21,024                  | 192,165 km/h              | 11    |
| 12   | Stefano Modena     | Brabham-Judd      | –                | –                 | 1:19,425                  | 196,034 km/h              | 1:20,126                  | 194,319 km/h              | 12    |
| 13   | Nelson Piquet      | Benetton-Ford     | –                | –                 | 1:19,629                  | 195,532 km/h              | 1:20,317                  | 193,857 km/h              | 13    |
| 14   | Martin Donnelly    | Lotus-Lamborghini | –                | –                 | 1:20,032                  | 194,547 km/h              | –                         | –                         | 14    |
| 15   | Alessandro Nannini | Benetton-Ford     | –                | –                 | 1:20,055                  | 194,491 km/h              | 1:20,317                  | 193,857 km/h              | 15    |
| 16   | Gianni Morbidelli  | Dallara-Ford      | –                | –                 | 1:20,164                  | 194,227 km/h              | 1:20,229                  | 194,069 km/h              | 16    |
| 17   | Paolo Barilla      | Minardi-Ford      | –                | –                 | 1:20,282                  | 193,941 km/h              | 1:21,121                  | 191,936 km/h              | 17    |
| 18   | Aguri Suzuki       | Lola-Lamborghini  | 1:23,982         | 185,397 km/h      | 1:20,557                  | 193,279 km/h              | 1:21,086                  | 192,018 km/h              | 18    |
| 19   | Satoru Nakajima    | Tyrrell-Ford      | –                | –                 | 1:20,568                  | 193,253 km/h              | 1:21,086                  | 192,018 km/h              | 19    |
| 20   | Nicola Larini      | Ligier-Ford       | –                | –                 | 1:20,650                  | 193,056 km/h              | 1:20,794                  | 192,712 km/h              | 20    |
| 21   | Olivier Grouillard | Osella-Ford       | 1:23,987         | 185,386 km/h      | 1:21,292                  | 191,532 km/h              | 1:20,884                  | 192,498 km/h              | 21    |
| 22   | Gregor Foitek      | Brabham-Judd      | –                | –                 | 1:20,965                  | 192,305 km/h              | 1:20,902                  | 192,455 km/h              | 22    |
| 23   | Michele Alboreto   | Arrows-Ford       | –                | –                 | 1:20,920                  | 192,412 km/h              | 1:21,002                  | 192,217 km/h              | 23    |
| 24   | Derek Warwick      | Lotus-Lamborghini | –                | –                 | 1:21,244                  | 191,645 km/h              | 1:20,998                  | 192,227 km/h              | 24    |
| 25   | Alex Caffi         | Arrows-Ford       | –                | –                 | 1:21,065                  | 192,068 km/h              | 1:22,057                  | 189,746 km/h              | 25    |
| 26   | Yannick Dalmas     | AGS-Ford          | 1:24,015         | 185,324 km/h      | 1:22,426                  | 188,897 km/h              | 1:21,087                  | 192,016 km/h              | 26    |
| DNQ  | Stefan Johansson   | Onyx-Ford         | –                | –                 | 1:21,241                  | 191,652 km/h              | 1:22,184                  | 189,453 km/h              | –     |
| DNQ  | JJ Lehto           | Onyx-Ford         | –                | –                 | 1:21,323                  | 191,459 km/h              | 1:21,417                  | 191,238 km/h              | –     |
| DNQ  | Ivan Capelli       | Leyton House-Judd | –                | –                 | 1:21,383                  | 191,318 km/h              | 1:21,422                  | 191,226 km/h              | –     |
| DNQ  | Maurício Gugelmin  | Leyton House-Judd | –                | –                 | 1:21,616                  | 190,771 km/h              | 1:22,862                  | 187,903 km/h              | –     |
| DNPQ | Gabriele Tarquini  | AGS-Ford          | 1:24,265         | 184,774 km/h      | –                         | –                         | –                         | –                         | –     |
| DNPQ | Roberto Moreno     | EuroBrun-Judd     | 1:25,763         | 181,547 km/h      | –                         | –                         | –                         | –                         | –     |
| DNPQ | Bertrand Gachot    | Coloni-Subaru     | 1:34,046         | 165,557 km/h      | –                         | –                         | –                         | –                         | –     |
| DNPQ | Claudio Langes     | EuroBrun-Judd     | 1:39,188         | 156,975 km/h      | –                         | –                         | –                         | –                         | –     |
| DNPQ | Gary Brabham       | Life              | –                | –                 | –                         | –                         | –                         | –                         | –     |

### Rennen
| Pos. | Fahrer             | Konstrukteur      | Runden | Stopps | Zeit        | Start | Schnellste Runde |
| ---- | ------------------ | ----------------- | ------ | ------ | ----------- | ----- | ---------------- |
| 01   | Alain Prost        | Ferrari           | 71     | 1      | 1:37:21,258 | 06    | 1:20,010         |
| 02   | Gerhard Berger     | McLaren-Honda     | 71     | 1      | + 13,564    | 02    | 1:19,899         |
| 03   | Ayrton Senna       | McLaren-Honda     | 71     | 2      | + 37,722    | 01    | 1:20,067         |
| 04   | Nigel Mansell      | Ferrari           | 71     | 1      | + 47,266    | 05    | 1:20,389         |
| 05   | Thierry Boutsen    | Williams-Renault  | 70     | 1      | + 1 Runde   | 03    | 1:20,089         |
| 06   | Nelson Piquet      | Benetton-Ford     | 70     | 1      | + 1 Runde   | 13    | 1:20,650         |
| 07   | Jean Alesi         | Tyrrell-Ford      | 70     | 0      | + 1 Runde   | 07    | 1:22,536         |
| 08   | Satoru Nakajima    | Tyrrell-Ford      | 70     | 0      | + 1 Runde   | 19    | 1:22,398         |
| 09   | Pierluigi Martini  | Minardi-Ford      | 69     | 1      | + 2 Runden  | 08    | 1:21,799         |
| 10   | Alessandro Nannini | Benetton-Ford     | 68     | 1      | DNF         | 15    | 1:21,820         |
| 11   | Nicola Larini      | Ligier-Ford       | 68     | 0      | + 3 Runden  | 20    | 1:22,649         |
| 12   | Philippe Alliot    | Ligier-Ford       | 68     | 0      | + 3 Runden  | 10    | 1:23,115         |
| 13   | Riccardo Patrese   | Williams-Renault  | 65     | 1      | DNF         | 04    | 1:20,132         |
| 14   | Gianni Morbidelli  | Dallara-Ford      | 64     | 1      | + 7 Runden  | 16    | 1:22,987         |
| –    | Alex Caffi         | Arrows-Ford       | 49     | 2      | DNF         | 25    | 1:23,671         |
| –    | Martin Donnelly    | Lotus-Lamborghini | 43     | 1      | DNF         | 14    | 1:22,899         |
| –    | Stefano Modena     | Brabham-Judd      | 39     | 0      | DNF         | 12    | 1:23,255         |
| –    | Paolo Barilla      | Minardi-Ford      | 38     | 0      | DNF         | 17    | 1:24,177         |
| –    | Yannick Dalmas     | AGS-Ford          | 28     | 0      | DNF         | 26    | 1:22,948         |
| –    | Derek Warwick      | Lotus-Lamborghini | 25     | 1      | DNF         | 24    | 1:23,390         |
| –    | Aguri Suzuki       | Lola-Lamborghini  | 24     | 1      | DNF         | 18    | 1:23,491         |
| –    | Michele Alboreto   | Arrows-Ford       | 24     | 1      | DNF         | 23    | 1:23,292         |
| –    | Gregor Foitek      | Brabham-Judd      | 14     | 0      | DNF         | 22    | 1:24,922         |
| –    | Éric Bernard       | Lola-Lamborghini  | 13     | 0      | DNF         | 11    | 1:24,658         |
| –    | Olivier Grouillard | Osella-Ford       | 8      | 0      | DNF         | 21    | 1:25,308         |
| –    | Andrea de Cesaris  | Dallara-Ford      | 0      | 0      | DNF         | 09    | –                |

## WM-Stände nach dem Rennen
Die ersten sechs des Rennens bekamen 9, 6, 4, 3, 2 bzw. 1 Punkt(e). In der Fahrerwertung wurden die besten elf Resultate, in der Konstrukteurswertung alle Resultate gewertet.

### Fahrerwertung
| Pos. | Fahrer             | Konstrukteur     | Punkte |
| ---- | ------------------ | ---------------- | ------ |
| 01   | Ayrton Senna       | McLaren-Honda    | 13     |
| 02   | Alain Prost        | Ferrari          | 9      |
| 03   | Jean Alesi         | Tyrrell-Ford     | 6      |
| 04   | Gerhard Berger     | McLaren-Honda    | 6      |
| 05   | Thierry Boutsen    | Williams-Renault | 6      |
| 06   | Nelson Piquet      | Benetton-Ford    | 4      |
| 07   | Nigel Mansell      | Ferrari          | 3      |
| 08   | Stefano Modena     | Brabham-Judd     | 2      |
| 09   | Satoru Nakajima    | Tyrrell-Ford     | 1      |
| 10   | Pierluigi Martini  | Minardi-Ford     | 0      |
| 11   | Éric Bernard       | Lola-Lamborghini | 0      |
| 12   | Riccardo Patrese   | Williams-Renault | 0      |
| 13   | Alessandro Nannini | Benetton-Ford    | 0      |
| 14   | Michele Alboreto   | Arrows-Ford      | 0      |
| 15   | Nicola Larini      | Ligier-Ford      | 0      |

| Pos. | Fahrer             | Konstrukteur      | Punkte |
| ---- | ------------------ | ----------------- | ------ |
| 16   | Bernd Schneider    | Arrows-Ford       | 0      |
| 17   | Philippe Alliot    | Ligier-Ford       | 0      |
| 18   | Roberto Moreno     | EuroBrun-Judd     | 0      |
| 18   | Maurício Gugelmin  | Leyton House-Judd | 0      |
| 20   | Gianni Morbidelli  | Dallara-Ford      | 0      |
| –    | Paolo Barilla      | Minardi-Ford      | 0      |
| –    | Aguri Suzuki       | Lola-Lamborghini  | 0      |
| –    | Gregor Foitek      | Brabham-Judd      | 0      |
| –    | Olivier Grouillard | Osella-Ford       | 0      |
| –    | Andrea de Cesaris  | Dallara-Ford      | 0      |
| –    | Ivan Capelli       | Leyton House-Judd | 0      |
| –    | Derek Warwick      | Lola-Lamborghini  | 0      |
| –    | Alex Caffi         | Arrows-Ford       | 0      |
| –    | Martin Donnelly    | Lotus-Lamborghini | 0      |
| –    | Yannick Dalmas     | AGS-Ford          | 0      |

### Konstrukteurswertung
| Pos. | Konstrukteur     | Punkte |
| ---- | ---------------- | ------ |
| 01   | McLaren-Honda    | 19     |
| 02   | Ferrari          | 12     |
| 03   | Tyrrell-Ford     | 7      |
| 04   | Williams-Renault | 6      |
| 05   | Benetton-Ford    | 4      |
| 06   | Brabham-Judd     | 2      |
| 07   | Minardi-Ford     | 0      |
| 08   | Lola-Lamborghini | 0      |

| Pos. | Konstrukteur      | Punkte |
| ---- | ----------------- | ------ |
| 09   | Arrows-Ford       | 0      |
| 10   | Ligier-Ford       | 0      |
| 11   | EuroBrun-Judd     | 0      |
| 12   | Leyton House-Judd | 0      |
| 13   | Dallara-Ford      | 0      |
| –    | Osella-Ford       | 0      |
| –    | Lotus-Lamborghini | 0      |
| –    | AGS-Ford          | 0      |